# دیوید بینگ
دیوید بینگ (انگلیسی: David Byng؛ زادهٔ ۹ ژوئیهٔ ۱۹۷۷) بازیکن فوتبال اهل بریتانیا است.
از باشگاه‌هایی که در آن بازی کرده‌است می‌توان به باشگاه فوتبال دونکستر راورز، باشگاه فوتبال تورکی یونایتد، و باشگاه فوتبال ایلکستون اشاره کرد.